# Syracuse (Kansas)
Syracuse és una població dels Estats Units a l'estat de Kansas. Segons el cens del 2000 tenia 1.824 habitants.

## Demografia
Segons el cens del 2000, Syracuse tenia 1.824 habitants, 742 habitatges, i 483 famílies. La densitat de població era de 529,5 habitants/km².
Dels 742 habitatges en un 33,7% hi vivien nens de menys de 18 anys, en un 53,5% hi vivien parelles casades, en un 7,7% dones solteres, i en un 34,9% no eren unitats familiars. En el 32,6% dels habitatges hi vivien persones soles el 17,7% de les quals corresponia a persones de 65 anys o més que vivien soles. El nombre mitjà de persones vivint en cada habitatge era de 2,46 i el nombre mitjà de persones que vivien en cada família era de 3,13.
Per edats la població es repartia de la següent manera: un 29,2% tenia menys de 18 anys, un 7,6% entre 18 i 24, un 25,5% entre 25 i 44, un 20,4% de 45 a 60 i un 17,2% 65 anys o més.
L'edat mediana era de 36 anys. Per cada 100 dones de 18 o més anys hi havia 90,7 homes.
La renda mediana per habitatge era de 31.250 $ i la renda mediana per família de 37.976 $. Els homes tenien una renda mediana de 29.000 $ mentre que les dones 23.482 $. La renda per capita de la població era de 15.531 $. Entorn del 10,7% de les famílies i el 15% de la població estaven per davall del llindar de pobresa.

## Poblacions més properes
El següent diagrama mostra les poblacions més properes.